# شبكة قنوات مياه زغوان

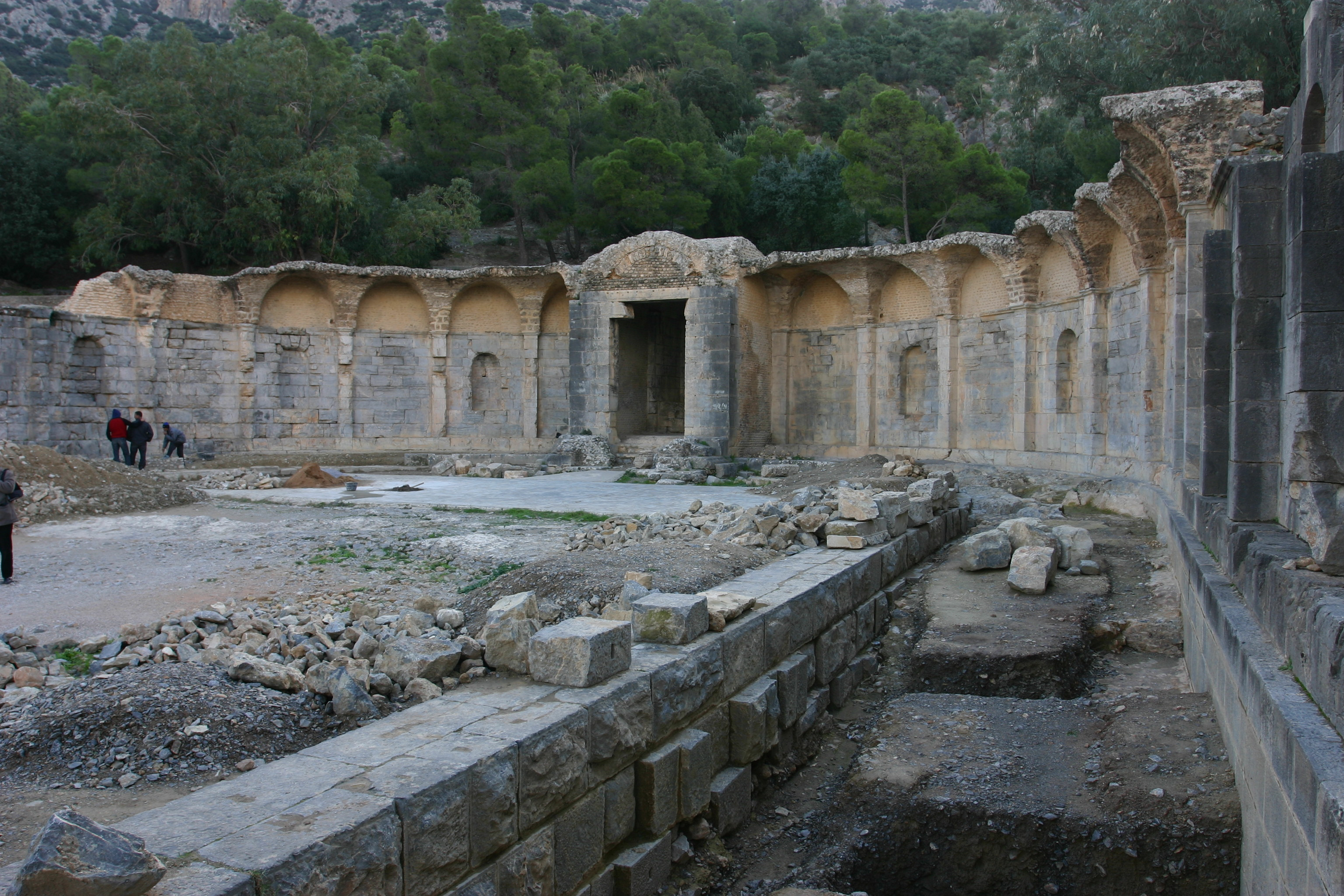
آثار معبد الربيع المقدس من منبع جبل زغوان

شبكة قنواة مياه زغوان، هي عبارة عن شبكة نقل المياه للري أو للشرب، بمدينة بولاية زغوان، بناه الرومان في الفترة ما بين 117 و138م، انطلاقا من منبع مياه «جبل زغوان» في أوائل القرن الثاني الميلادي، من خلال إنجاز العديد من الحنايا (الحنايا: هي سواقي طويلة شيدت في العهد الروماني لنقل المياه) من منبع مياه جبل زغوان، واتخذت كمعبد للمياه في عهد الإمبراطوربة الرومانية في تونس، وقد أمر الإمبراطور الروماني أدريانوس خلال فترة حكمه بتشييد الحنايا، وجلب المياه من زغوان إلى مدينة قرطاج التي كانت مركز الحكم آنذاك، بعد أن اجتاحت البلاد 5 سنوات من الجفاف.

## إعادة البناء في عهد المستنصر بالله الحفصي
رغم الإنجاز الكبير للمشروع كان من طرف الرومان من خلال بناء الحنايا (سور عال يحمل المياه لما يزيد عن 130 كيلومترا) فإن صراعاتهم قد دمرت ذلك المشروع الضخم.
ويعود الفضل في إعادة بنائه وتطويره والإضافة عليه للخليفة المستنصر بالله الحفصي، الذي أعاد بناء الحنايا من جديد بعد الدمار الذي لحقها، بأفضل مما كانت عليه، وذلك في القرن الثالث عشر الميلادي، مستفيدا من تقنيات عصره التي سمحت له بسقي متنزهات رأس الطابية، وجنان أريانة (احواز مدينة تونس)، وتوفير الماء لجامع الزيتونة المعمور (تونس العاصمة).

## الأهمية الهندسية والتاريخية

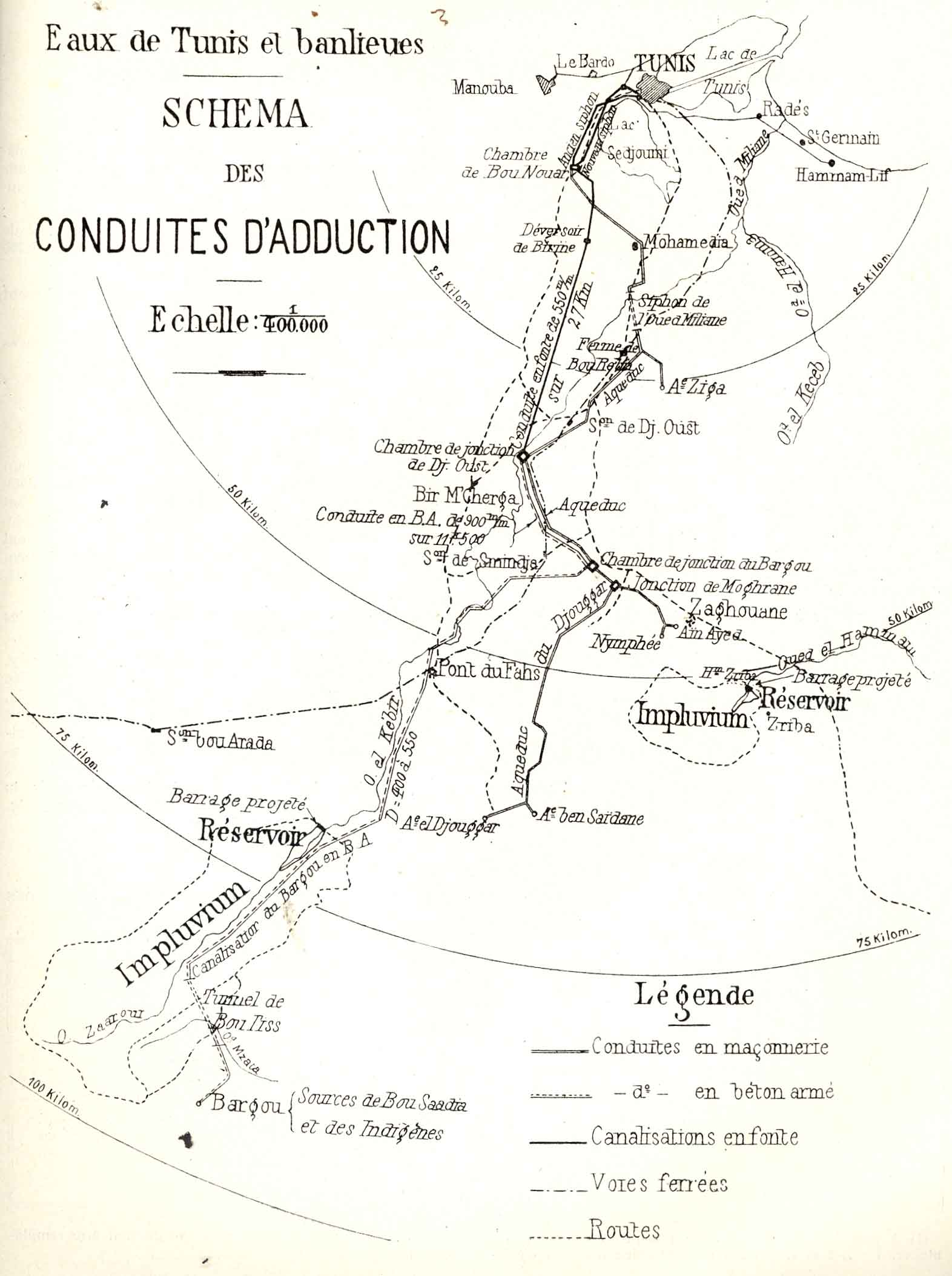
خريطة شبكة قنواة مياه زغوان تعود لسنة (1928)

تعتبر شبكة قنوات مياه زغوان أكبر مركب هيدروليكي روماني بزغوان-قرطاج من نوعه على الإطلاق. فهو يجمع بين ثلاثة عناصر هي: مستجمعات المياه من أربعة مصادر رئيسية. له قيمة أثرية كبيرة، فهي قناة مائية من 132 كم، تمر فوق سطح الأرض وتحتها، في العديد من الأماكن والأروقة. الشبكة قد تغيرت عن مشهدها الأصلي إلى يوم وكان لها طول استثنائي منذ ذلك الحين، حتى يومنا هذا، فإن الكثير من خطوط أنابيبها لا يزال يعمل.
في بلدان المغرب العربي، ليس هناك شبكة هيدروليكية مماثلة بهذا الحجم والتعقيد الفني والمعماري.
وهو واحد من أهمّ الشّواهد التّاريخية بهندستها المعمارية الرومانية التي تعود إلى القرن الثاني للميلاد، بنيت في عهد الإمبراطور هدريانوس. ومنها يتم إيصال المياه إلى قرطاج عبر الحنايا، إضافة إلى التدخلات النطويرية والصيانة في عهد المستنصر بالله الحفصي، جعلت من شبكة قنواة مياه زغوان تستطيع الإستمرار في استغلالها قي بعض النقاط إلى يومنا هذا.

## تراث عالمي
تمكنت تونس سنة 2012 من تسجيل العديد من المواقع في لائحة التراث العالمي، ومن بينها موقع شبكة قنواة مياه زغوان التي انضمت إلى «قائمة مواقع التراث العالمي في تونس» سنة 2012 ضمن القائمة الإرشادية المؤقتة لمواقع التراث العالمي لليونسكو.

## معرض صور

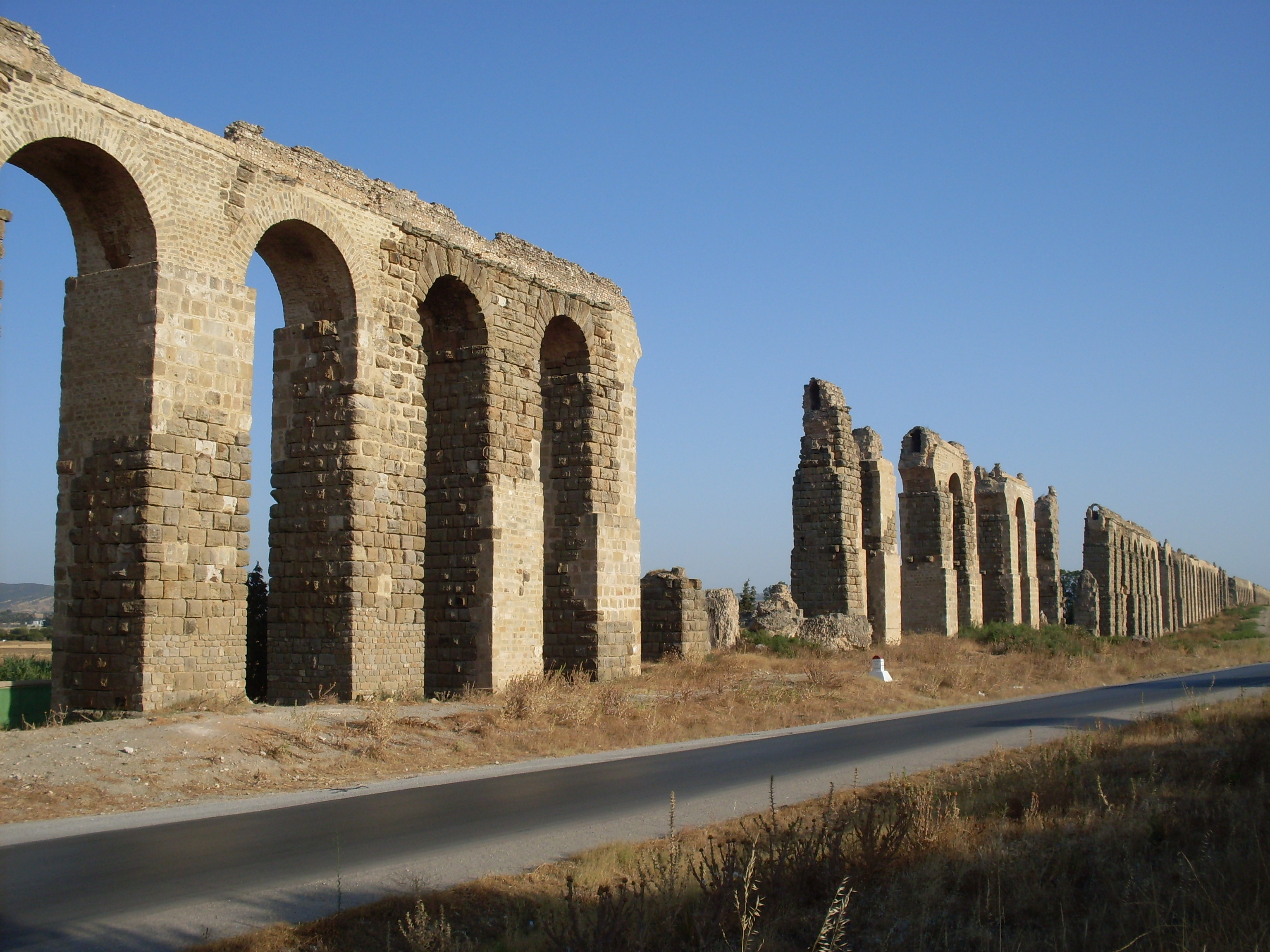
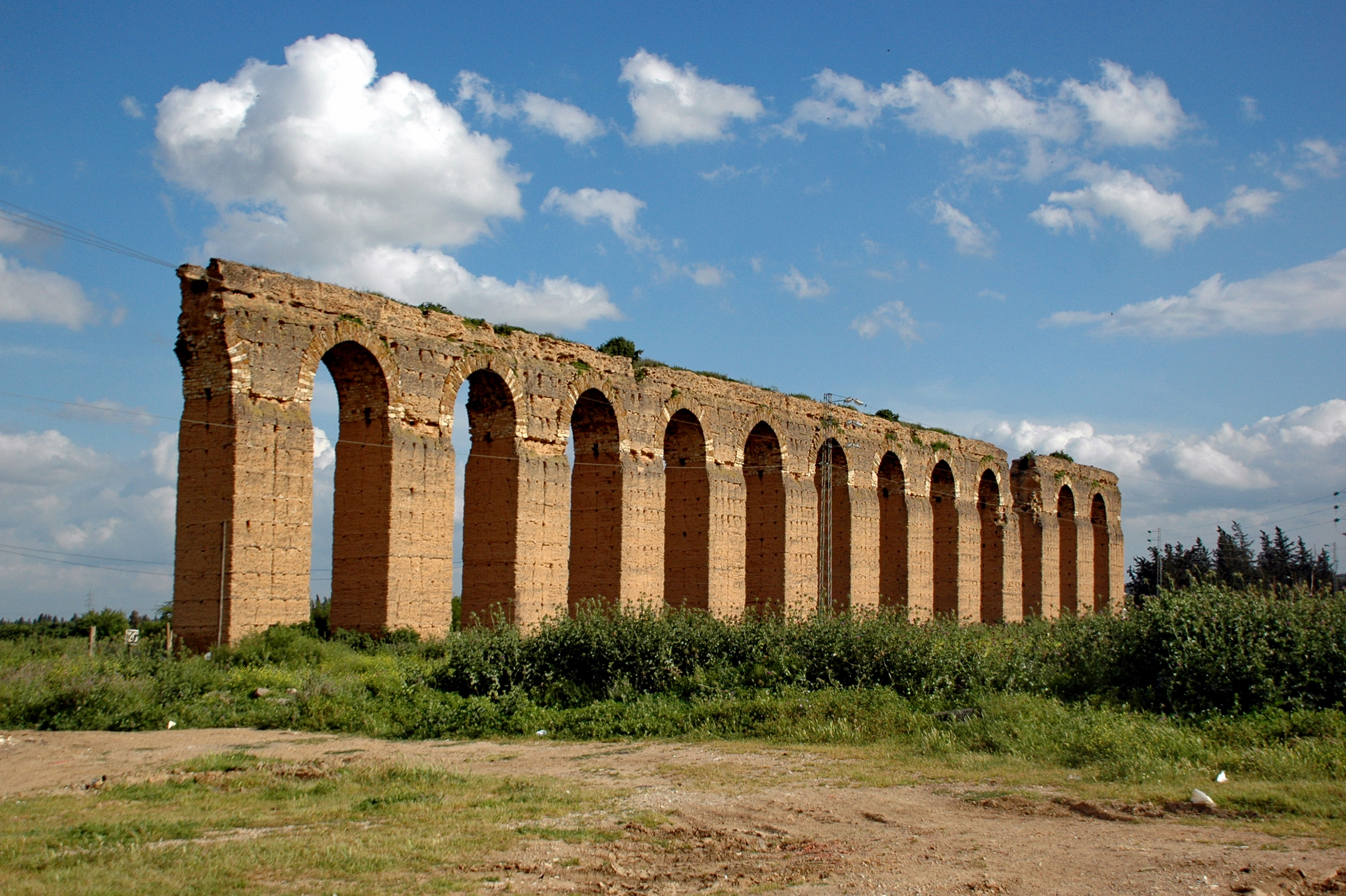
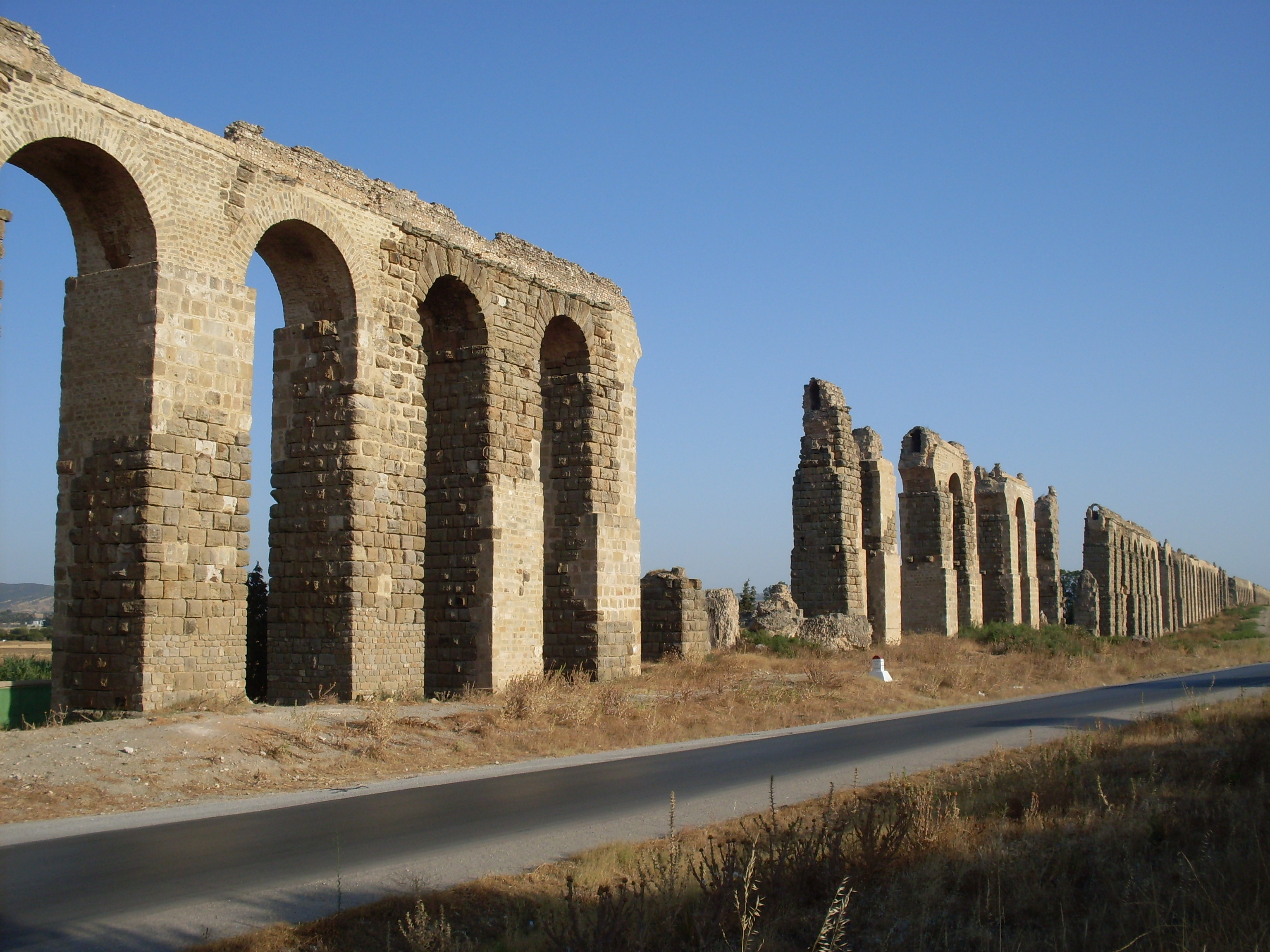
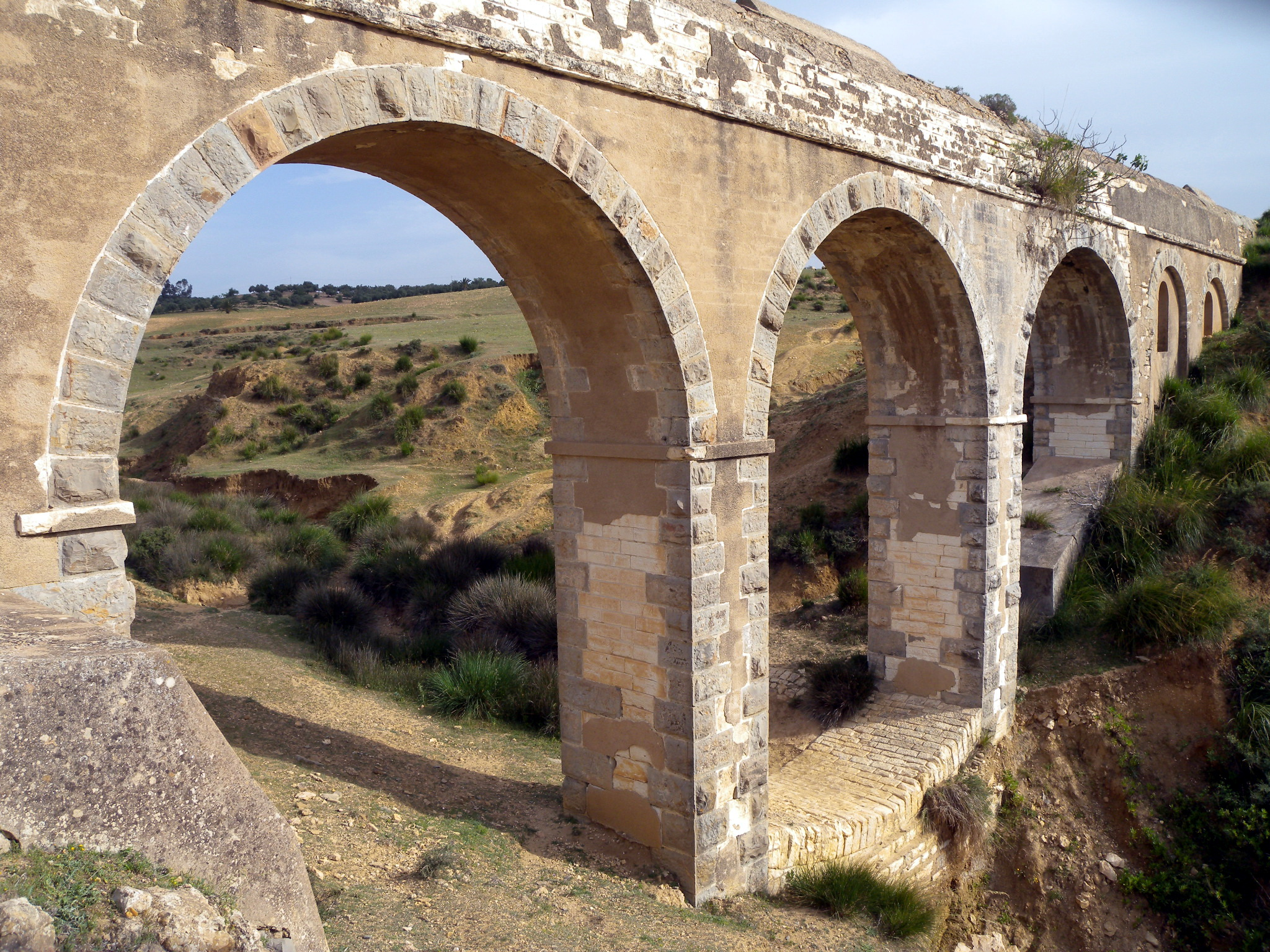
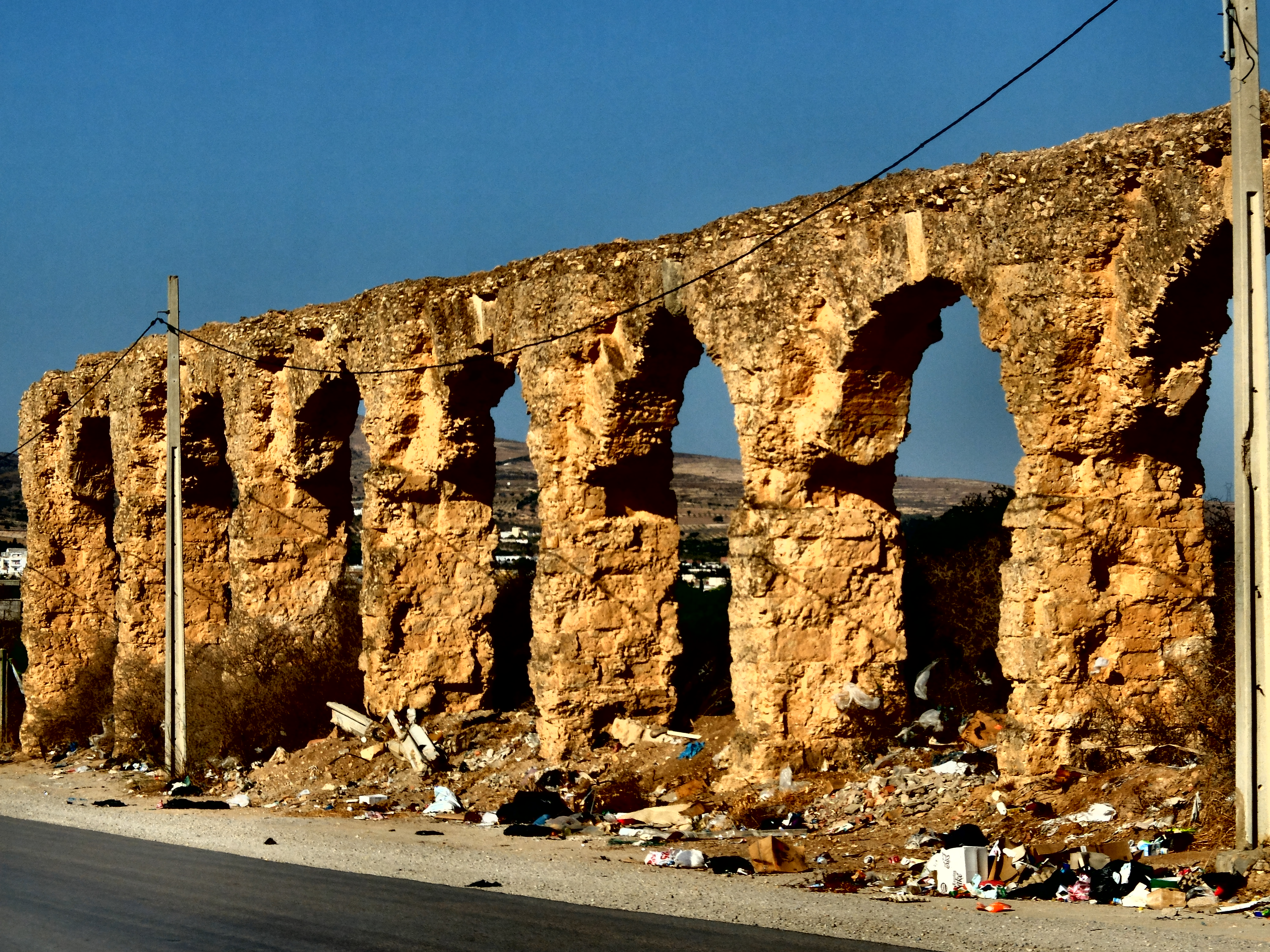
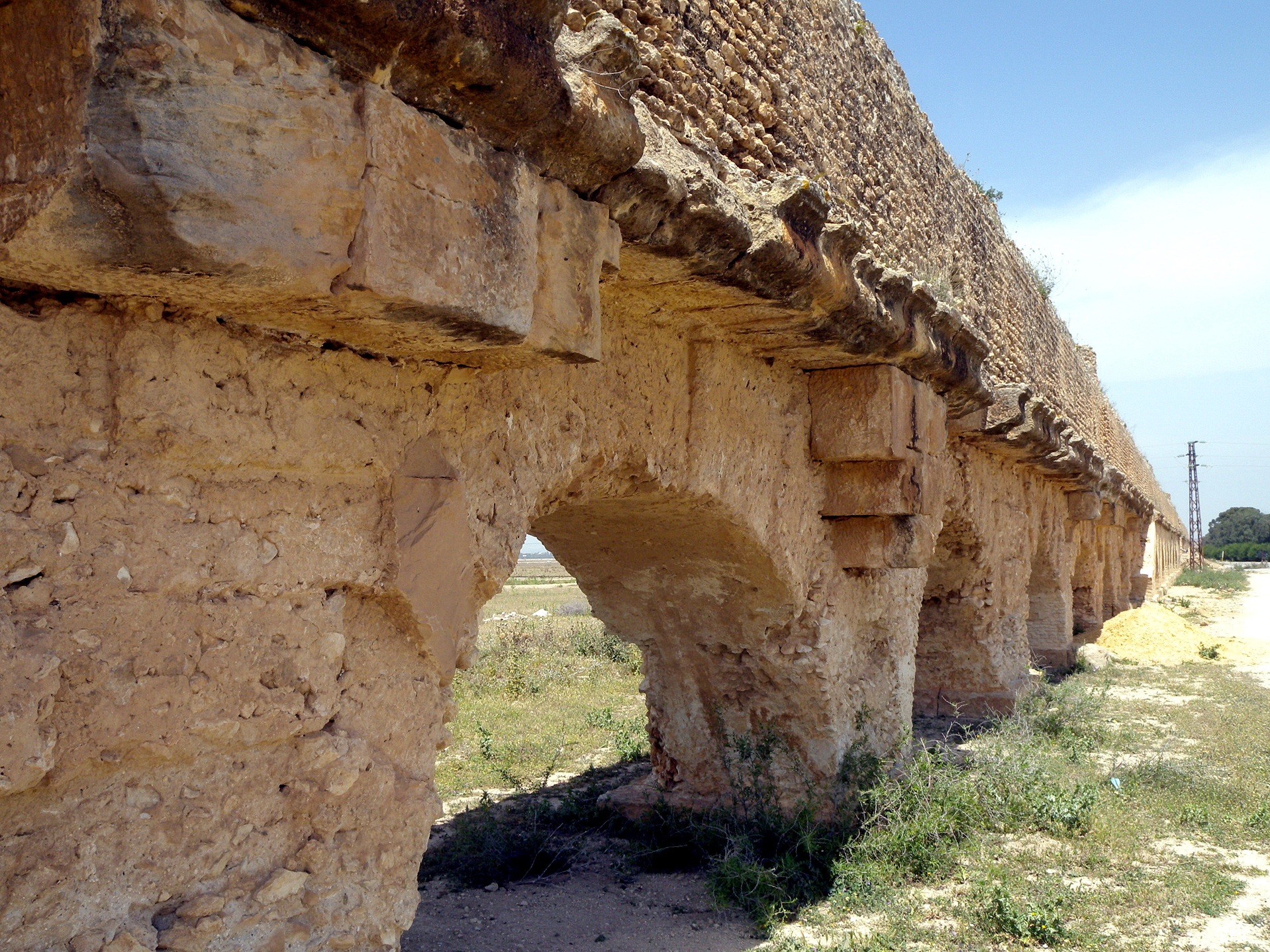
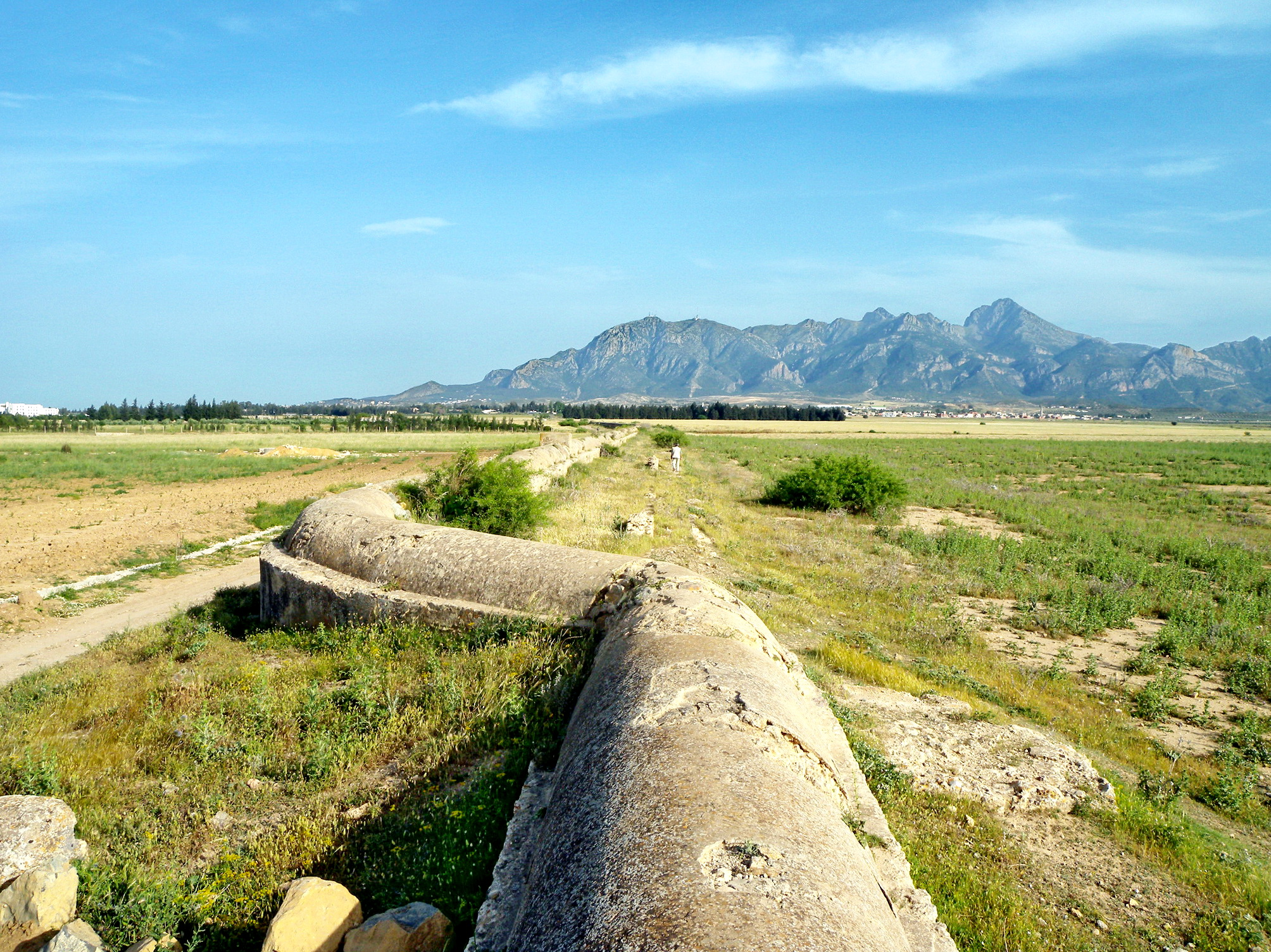
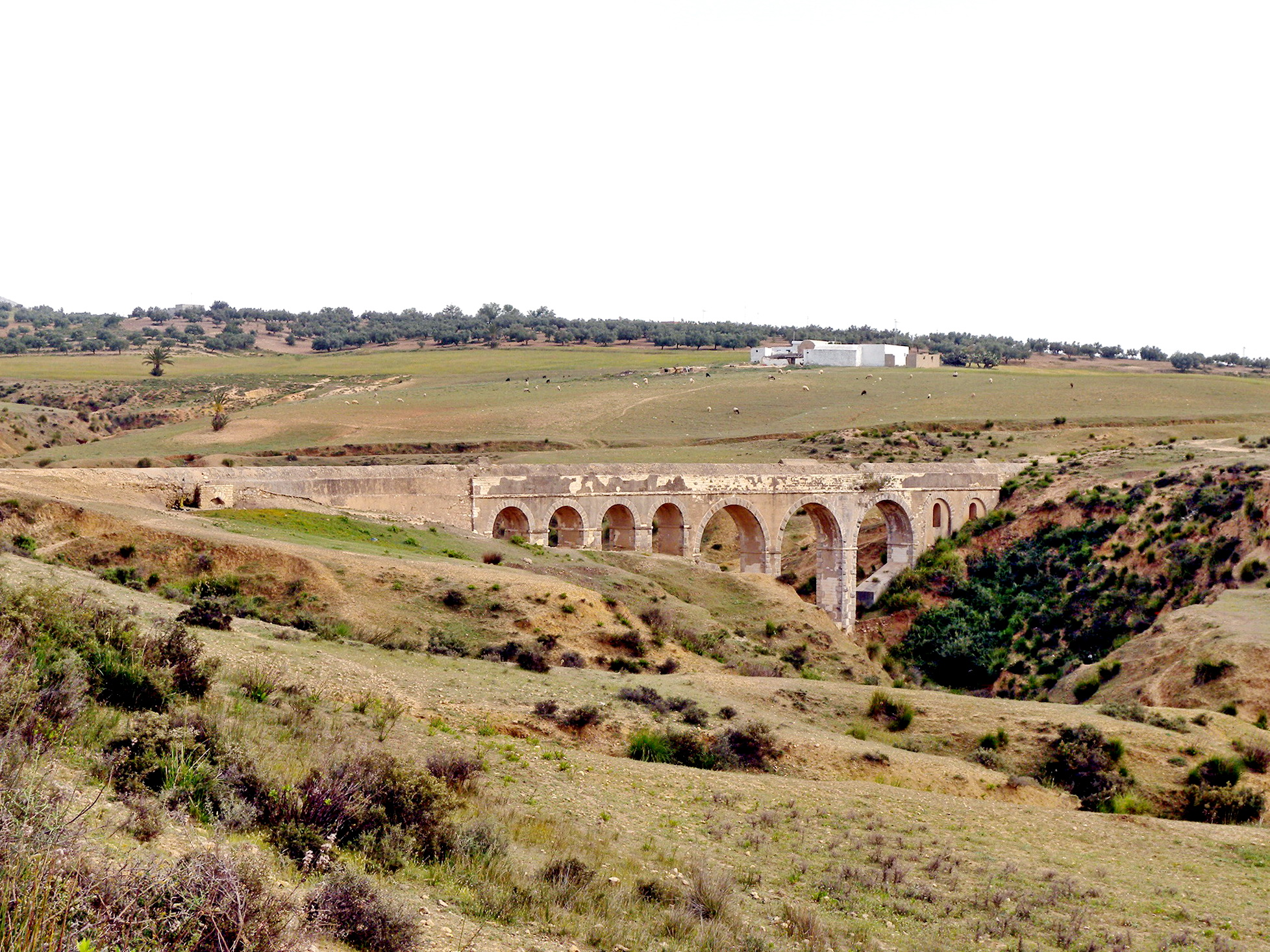
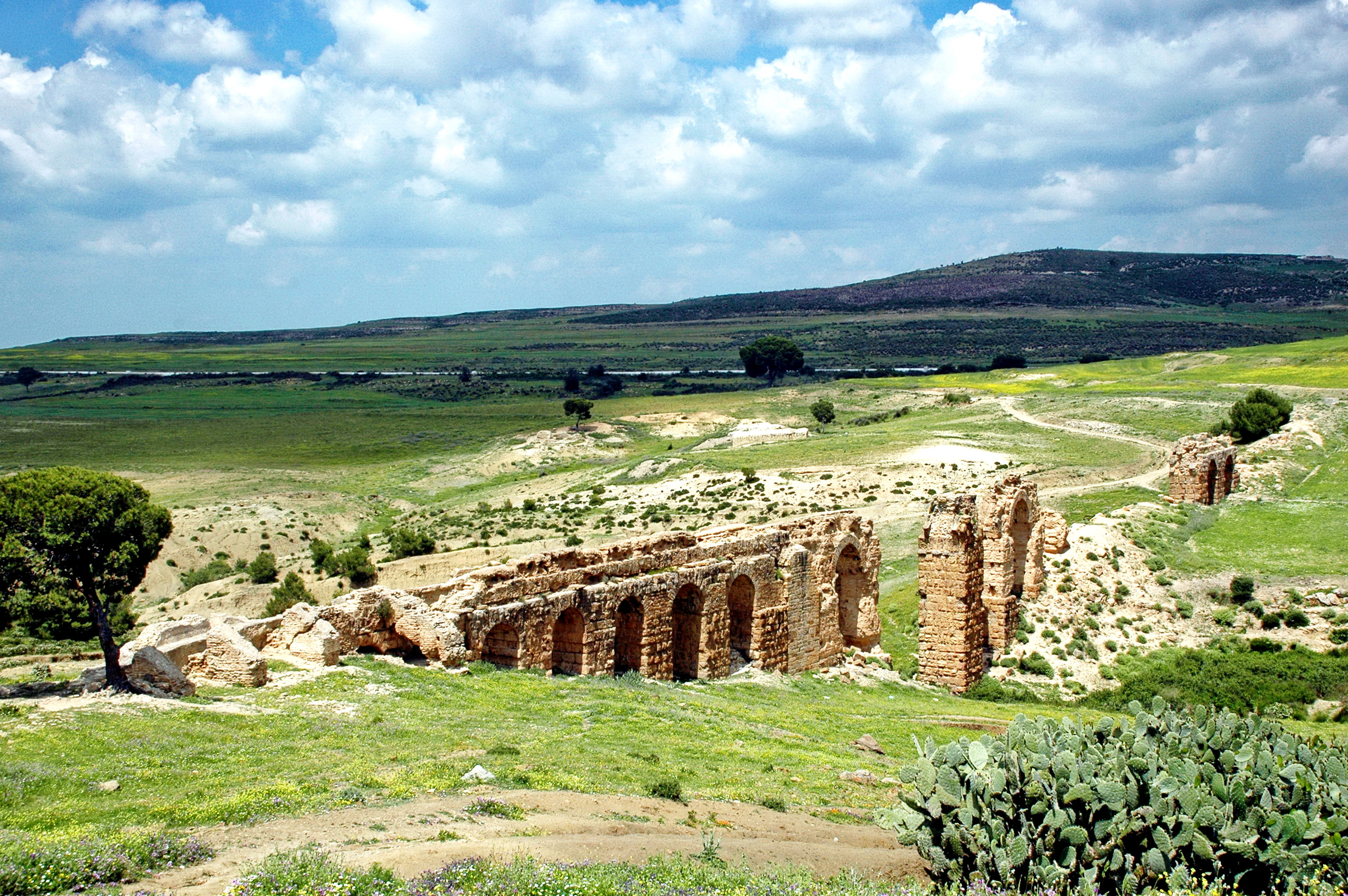
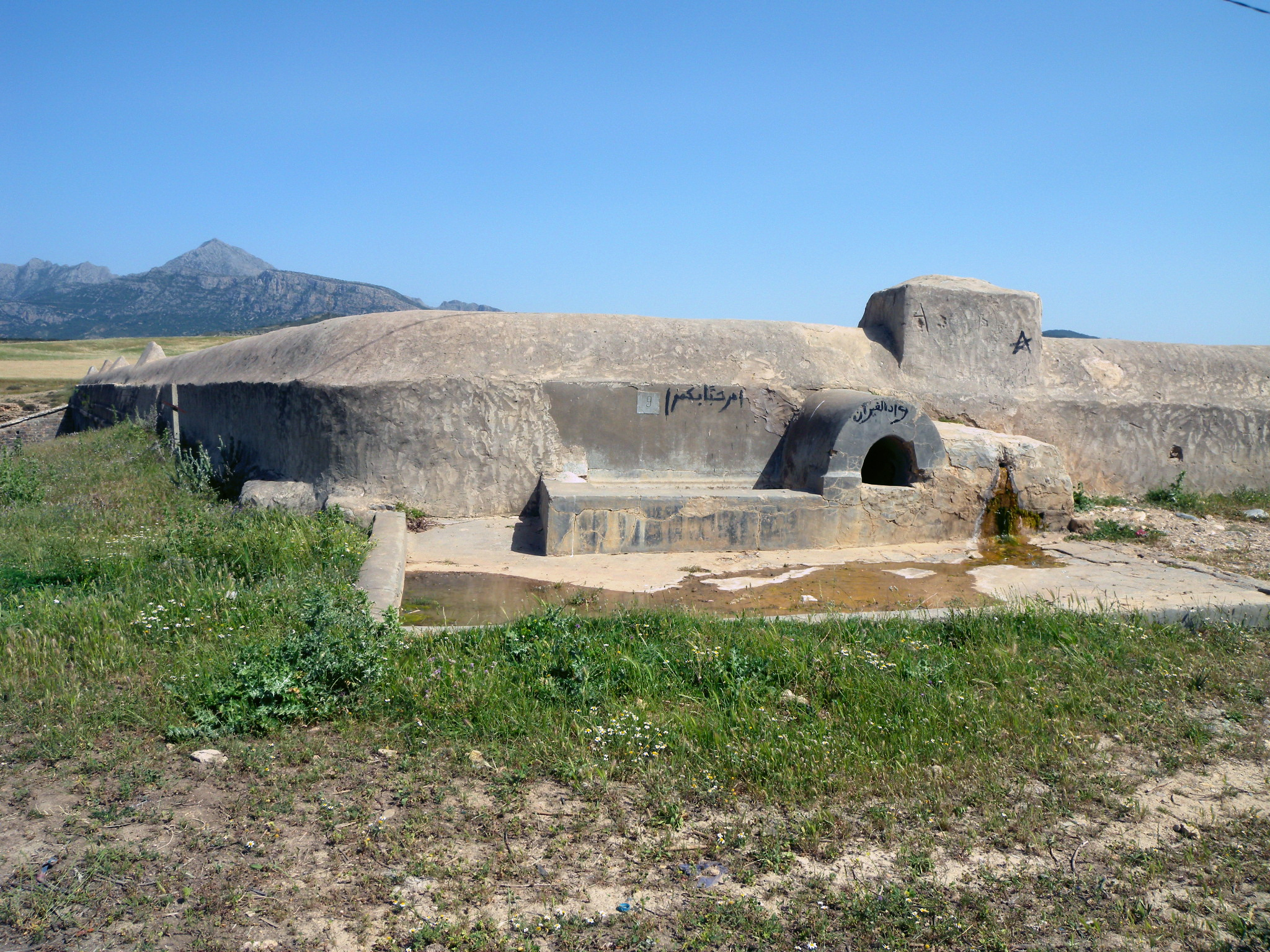
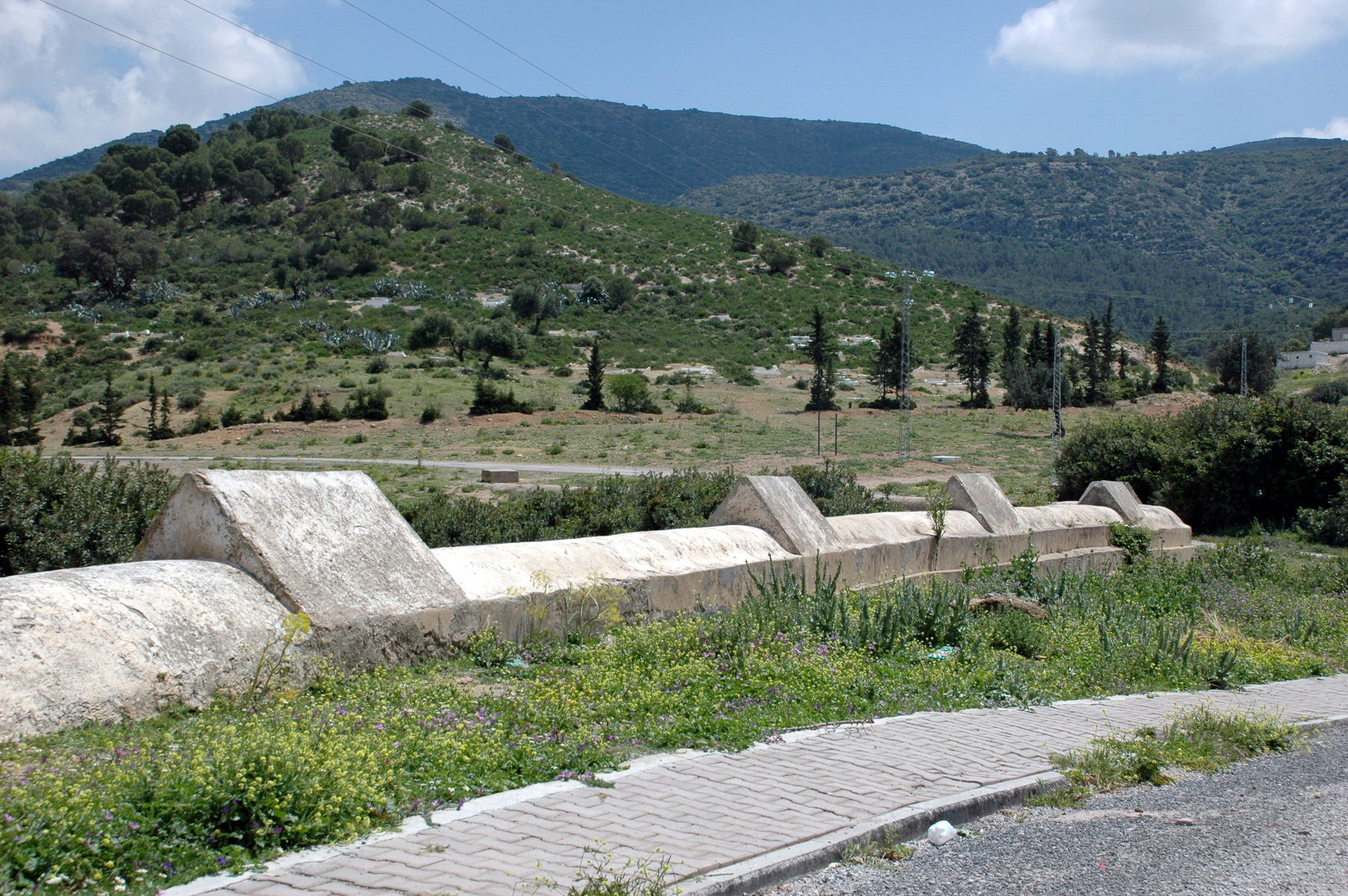
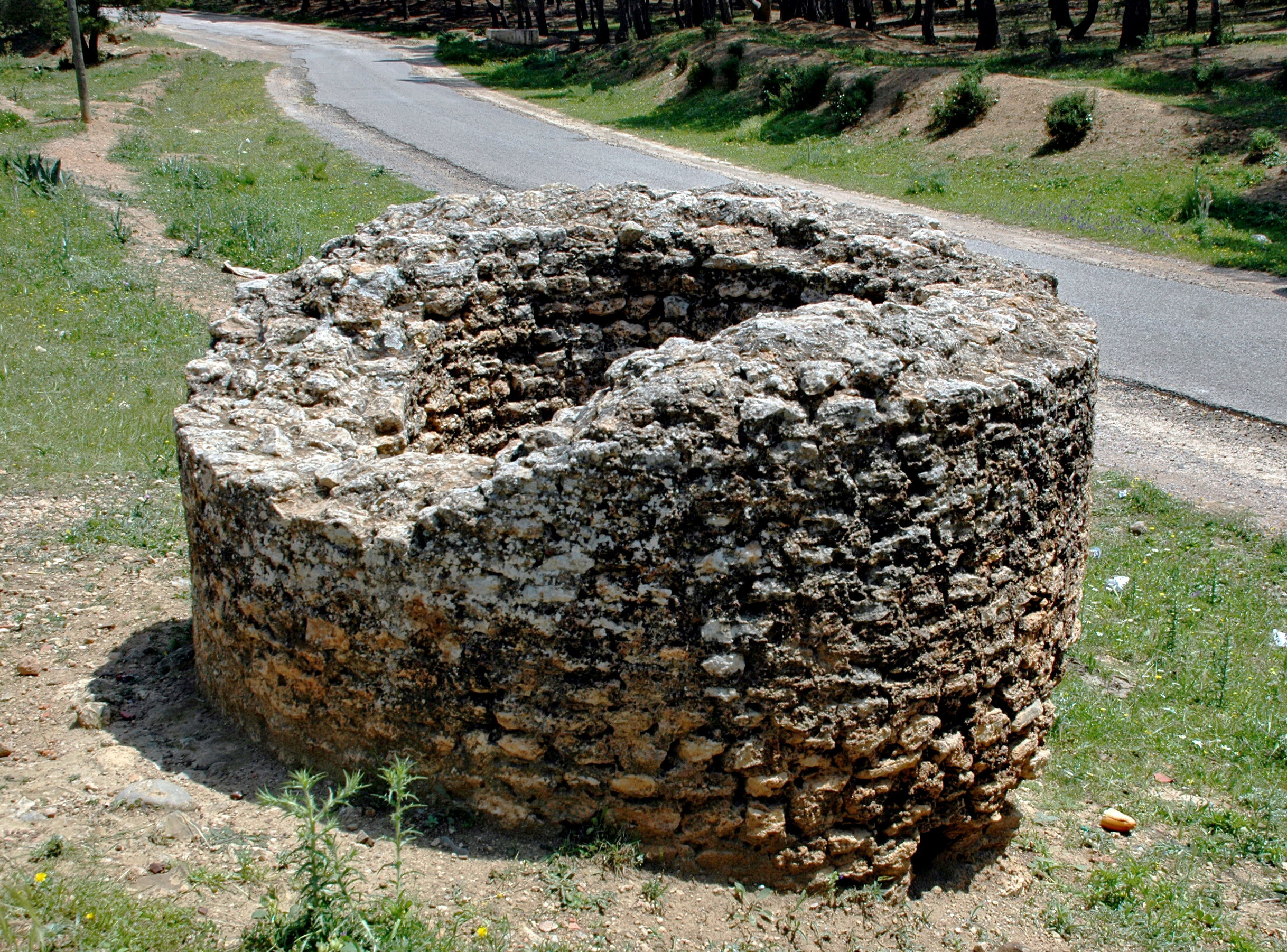
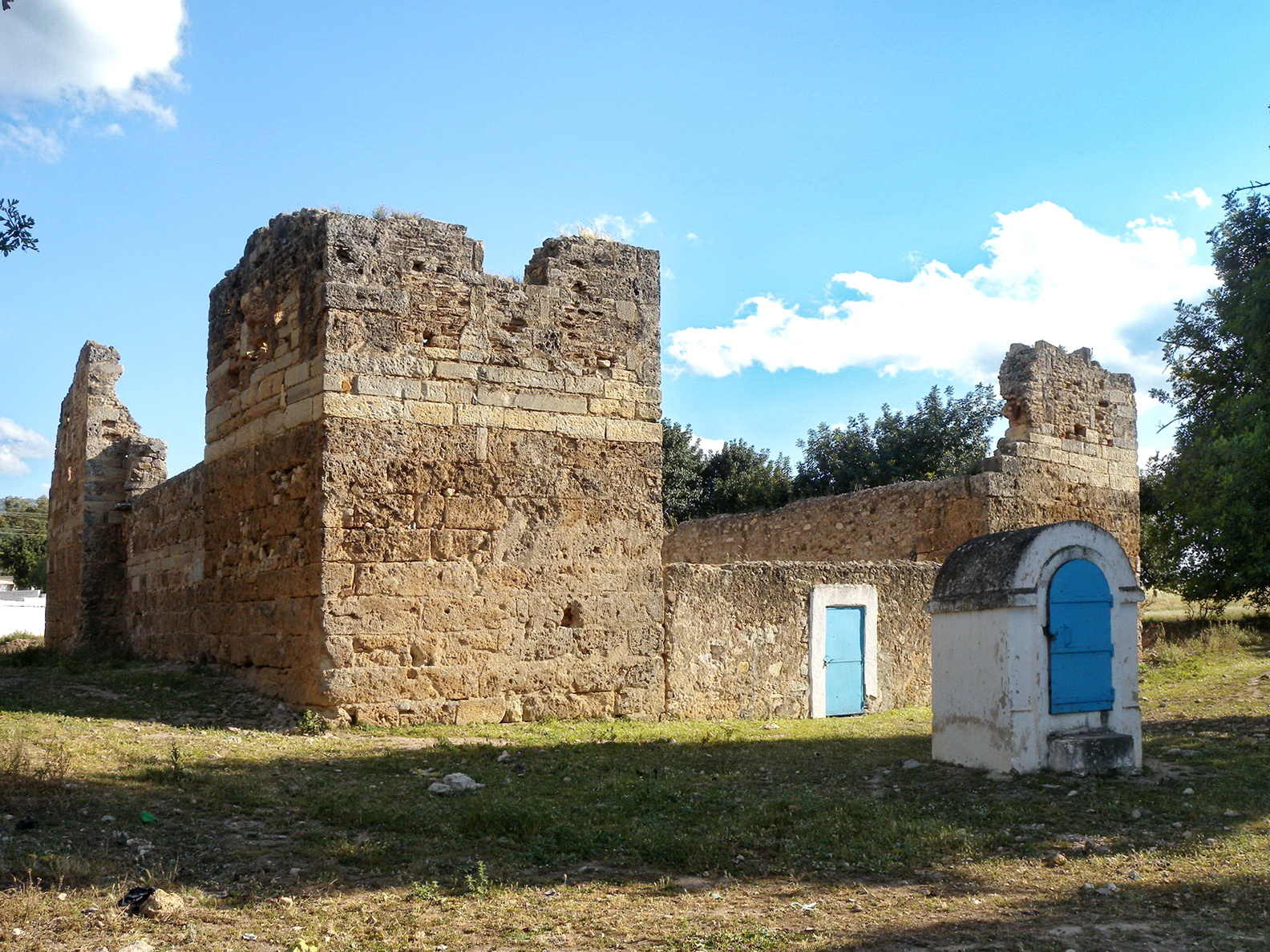